# RC-генератор
Линейные электронные осцилляторные схемы, которые генерируют синусоидальный выходной сигнал, состоят из усилителя и частотно-избирательного элемента — фильтра. Схемы генераторов, которые используют RC-цепи, комбинацию резисторов и конденсаторов в их частотно-избирательных частях, называются RC-генераторами.
RC-генераторы относятся к классу автоколебательных систем релаксационного типа.

## Синусоидальные генераторы
Общеизвестны две конфигурации. Первая называется генератором с мостом Вина. В этой схеме используются две RC-цепи, одна с последовательными RC-компонентами и одна с параллельными RC-компонентами. Мост Вина часто используется в генераторах звуковых сигналов, так как он может легко настраиваться двухсекционным переменным конденсатором или двухсекционным переменным потенциометром (который для генерации на низких частотах более доступен, чем соответствующий переменный конденсатор).
Вторая общеизвестная конструкция называется генератором с двойным Т-мостом, так как в ней используются две Т-образные RC-цепи, включённые параллельно. Одна цепь является Т-образной R-C-R-цепью, которая действует как фильтр, пропускающий низкие частоты. Вторая цепь является Т-образной C-R-C-цепью, которая действует как фильтр, пропускающий высокие частоты. Вместе эти цепи образуют мост, который настраивается на генерацию требуемой частоты.
Другой общеизвестной разработкой является фазосдвигающий генератор.
Если RC-генераторы используются для производства неискажённой синусоиды, то они обычно требуют устройство некоторого вида для управления амплитудой. Многие разработки просто используют лампочку накаливания или термистор в цепи обратной связи. Эти генераторы используют тот факт, что сопротивление вольфрамовой нити накаливания увеличивается пропорционально её температуре, термистор работает похожим образом. Хорошо действующее ниже точки, при которой нить накала действительно светится, увеличение амплитуды сигнала обратной связи увеличивает ток, протекающий в нити накаливания, тем самым увеличивая сопротивление нити накаливания. Увеличенное сопротивление нити накаливания уменьшает сигнал обратной связи, ограничивая сигнал генератора к линейной области.
Более сложные генераторы измеряют выходной уровень и используют это как обратную связь для управления усилением управляемого напряжением усилителя внутри генератора.

## Импульсные генераторы
Существует много устройств, которые не требуют от RC-генераторов производить синусоиду. Наиболее часто применяются генераторы импульсов прямоугольной формы. Мультивибратор является одним из них. Другое схемотехническое решение генератора используется в специализированной интегральной микросхеме 555 timer IC, выпускаемой фирмой Philips. В Советском Союзе идея такого построения генератора импульсного напряжения была реализована в 80-х годах прошлого века в изобретениях по авторским свидетельствам № 1072261 и № 1392617.
Отличительной особенностью этих генераторов является то, что, в отличие от 555 timer IC, они могут собираться на стандартных микросхемах. Многие несинусоидальные RC-генераторы требуют только одну RC-цепь.